# Хобитон (филмска локација)
Хобитон је филмска локација направљена за потребе серијала филмова Господар прстенова, у  Матамати на Новом Зеланду. Природна обличја су несумњиво разлог зашто су Џексон и његови продуценти изабрали баш ову локацију за Округ (енгл. The Shire). Наравно, поред чињенице да се налази на Новом Зеланду на коме је искориштено чак 150 различитих локација за снимање трилогија Господар прстенова и Хобит.

## Зелени змај
Ова локација је још увијек активна фарма оваца, само што је сада обилази далеко више људи него прије. Већина кућица у рупама су ограђене, а једна је посебно дизајнирана за посјетиоце којима је дозвољено да на тренутак завире у фиктивни дом Хобита. Године 2009. Питер Џексон се вратио трилогији Хобита, а иза себе је оставио филмски сет који се може посјетити. Састоји се од 44 трајно реконтруисане Хобитове јазбине које изгледају потпуно исто као на филму. У 2012. години отворен је хотел „Зелени змај" са фантастичном брвнаром у којој се може пробати освјежавајући напитак „Hobbit Southfarthing Range". Пиће које се сервира директно из бурета у специјално направљеним чашама, може се пробати само на овом мјесту јер се по традицији производи само ту.

## Снимање трилогија
У марту 1999. године започета је деветомјесечна реализација идеје за филм Господар прстенова. Снимање је започето у децембру 1999. године, а око три мјесеца је било потребно да Округ изгледа онако како изгледа на филму. Снимање сва три дијела завршено је 2002. године. Снимање Хобита почело је 2011. године након чијег објављивања Хобитон постаје још већа туристичка атракција. 